# Sottomarina
Sottomarina est une importante localité touristique de la commune de Chioggia en Italie.

## Géographie
Elle se trouve au sud de la lagune de Venise, sur le cordon littoral entre le port de Chioggia et l’embouchure du fleuve Brenta. Accès par la route S309-Romea (Ravenne-Venise).

## Histoire
À la fin du VIIe siècle, la localité était connue sous le nom de Clodia minor. Le bourg était gouverné par un tribun et pouvait compter sur d’importantes paroisses, un hôpital et un château à tours. Le cordon littoral, fine bande de terre au sud de la lagune, était raccordé à Chioggia par un pont maçonné.
La morphologie du terrain subit de nombreuses transformations au cours des siècles : complètement détruite en 1379 durant la guerre entre Génois et Vénitiens, Sottomarina resta déserte et sujette à de continuelles inondations. La reconstruction adviendra dans la seconde moitié du XVIIe siècle.
À la fin du XIXe siècle, le fleuve Brenta est dévié, et durant les années 1930 fut construite la digue sud du port de Chioggia (San Felice).

## Économie
La plage et la zone touristique de Sottomarina sont équipées d’hôtels, campings et résidences privées. C’est, au sud, le point de départ des bateaux de liaison (vaporetti) qui remontent la lagune jusqu’à Venise.